# Саиф ад-Дин Гази I
Саиф ад-Дин Гази I (умро 1149) је био син Зенгија, старији брат Нур ад Дина и емир Мосула од 1146. до 1149. године.

## Биографија
Након смрти Зенгија кога је убио један од слуга, његова два сина Нур ад Дин и Саиф ад-Дин поделили су државу на два дела. Саиф ад-Дин је добио Мосул и Језирах (северни Ирак), а Нур ад Дин Алепо. Године 1148. Саиф ад-Дин је заједно са братом покренуо војску у помоћ Дамаску кога су крсташи опсели (Други крсташки рат). Плашећи се да не изгуби власт над градом, заповедник Дамаска Унур је одбио да им отвори капије града користећи њихово присуство да заплаши и отера крсташе. Саиф ад-Дин је умро новембра 1149. године, а наследио га је брат Мавдуд.